# ダイキョープラザ
ダイキョープラザは、福岡県を営業基盤とするスーパーマーケットであり、そのスーパーマーケットを運営する企業（株式会社ダイキョープラザ）。CGCグループに加盟している。

## 沿革
- 1978年5月18日 - 設立。

## 運営店舗
※福江店を除き福岡県
- 弥永店（本店、福岡市南区柳瀬）
- バリュースタジアム（福岡市南区柳瀬、旧寿屋・くらし館）
- 野多目店（福岡市南区野多目、旧寿屋・くらし館→ダイエーグルメシティ）
- 長者原店（糟屋郡粕屋町長者原）
- 篠栗工房（糟屋郡篠栗町尾仲、業務スーパー篠栗店内）
- プラザミート伊田店（田川市伊田、生鮮市場バリューリンク伊田店内）
- 福江店（長崎県五島市籠渕町）

### 閉店した店舗
- 篠栗店（糟屋郡篠栗町尾仲）
- 大橋店（福岡市南区大橋）2020年7月閉店
- D VALUE三国が丘店（小郡市三国が丘）2018年閉店
- D VALUE宮田店（宮若市宮田）